# Șuici (gmina)
Șuici – gmina w Rumunii, w okręgu Ardżesz. Obejmuje miejscowości Ianculești, Paltenu, Păuleni, Rudeni, Șuici i Valea Calului. W 2011 roku liczyła 2561 mieszkańców.